# Lorestán
Lorestán (persky استان لرستان‎) je provincie na západě Íránu uprostřed pohoří Zagros. Má rozlohu 28 294 km², žije v ní jeden a tři čtvrtě milionu obyvatel. Hlavním městem je Chorramábád. Provincie dostala svůj název od převládajícího etnika Lúrů, podle členění zavedeného v roce 2014 je součástí čtvrtého správního regionu. Tradičně se dělí na Malý Lorestán na severu a Velký Lorestán na jihu.

## Historie
Původními obyvateli byli Kassité, leželo zde jádro říše Elam. Z počátku 1. tisíciletí př. n. l. pocházejí cenné lorestánské bronzy. Ve středověku dosáhli místní atabegové faktické nezávislosti, k Persii oblast definitivně připojil až Abbás I. Veliký. Ve třicátých letech 20. století odstartoval Rezá Šáh Pahlaví rozsáhlou kampaň, v níž donutil místní odbojné kočovníky přijmout usedlý způsob života.

## Přírodní podmínky
Lorestán je hornatá země, nejvyšším vrcholem je Oštorankúh (4050 m n. m.). Podnebí je vlhké a kontinentální: letní teploty přesahují 30 °C, v zimě se vyskytují mrazy a sněhové srážky. V horách převládá pastevectví, v úrodném údolí řeky Dez rostou mandloně a ořešáky a pěstují se obiloviny, rýže a bavlník. Těží se molybden a železná ruda.